# 박테리오파지 T4

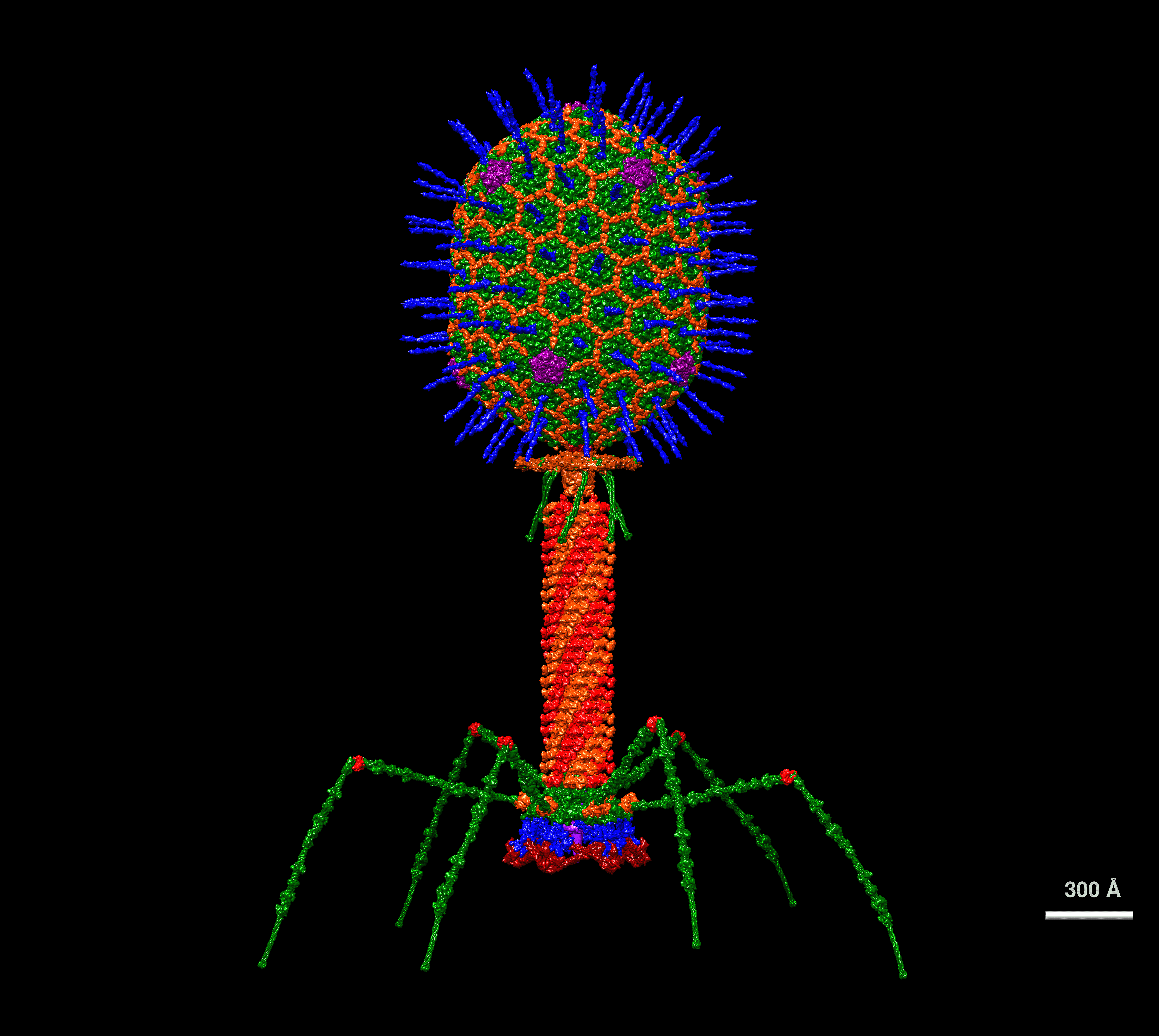
Structural Model of Bacteriophage T4

박테리오파지 T4(bacteriophage T4)는 바이러스의 일종이며, 박테리아인 Escherichia coli(E. Coli, 대장균)를 숙주세포로 삼기 때문에 박테리오파지의 일종으로도 분류된다. 간단하게 T4 파지(T4 phage)라고 하기도 한다. 박테리오파지 T4에 대한 연구는 생물학에서의 여러 중요한 원리들을 발견해 내는 데 도움이 되었다.
박테리오파지 T4는 박테리오파지 T2, 박테리오파지 T6와 함께 Myoviridae속에 속해 있다. Myoviridae속은 공동적으로 이중나선 DNA와 수축성의 꼬리를 가지고 있다. Myoviridae속에 속한 바이러스들의 유전체는 85%가 같다. 박테리오파지 T4는 1915년 영국의 에드워드 트워트와 1917년 프랑스의 펠릭스 데렐이 독립적으로 발견하였다.

## 생태
다른 박테리오파지와 마찬가지로 T4 파지의 분포는 숙주세포인 대장균의 분포에 의존한다. 대장균이 인간의 장에 서식하기 때문에 T4 파지는 오물처리장 등에서도 발견될 수 있다.

## 구조

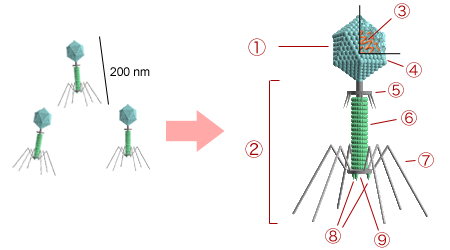
박테리오파지 T4의 구조. (1)-머리, (2)-꼬리, (3)-핵산, (4)-캡시드, (5)-목깃, (6)-원통형 집, (7)-꼬리섬유, (8)-스파이크, (9)-바닥판.

T4 파지는 다른 바이러스에 비해서 구조가 복잡한 편이다. T4 파지의 입자는 DNA와 단백질로 구성되어 있는데, 질량으로는 이 둘이 거의 비슷한 양으로 함유되어 있다. T4 파지는 크게 머리와 꼬리로 구성된다. 한쪽으로 늘여진 길쭉한 이십면체형의 머리에는 T4 파지의 유전물질인 하나의 선형 이중나선 DNA가 들어있다. DNA의 길이는 약 168.9킬로베이스인데, 이는 다른 바이러스와 비교해서 매우 큰 것이다. T4 파지의 DNA에는 시토신이 존재하지 않고, 대신 5-하이드록시메틸시토신(HMC)가 존재한다.
꼬리는 수축이 가능한 형태이고 꼬리의 수축은 박테리아로 자신의 유전물질을 주입시킬 때 일어난다. 머리와 꼬리 사이의 목 부위에는 '수염'이라고 불리기도 하는 섬유가 나 있다. 꼬리의 끝에는 바닥판이 있고 바닥판에는 꼬리 섬유가 연결되어 있다.

## 생활사
T4 파지는 용균성 생활사만을 반복하는 독성 파지이다. 우선 T4 파지는 꼬리 섬유의 끝부분을 이용하여 대장균의 표면을 인식한다. 그 후 스파이크를 이용하여 대장균의 표면에 부착한다. 부착이 완료되면 꼬리가 수축하고 T4 파지의 DNA가 머리에서부터 꼬리를 지나 바닥판을 통해서 대장균의 세포질로 주입된다. DNA가 주입된 후 T4 파지 유전자의 작용으로 대장균의 DNA 복제, 전사, 단백질 합성 등의 기능이 즉시 중지된다.
그 후 대장균의 효소를 이용하여 T4 파지의 DNA가 복제되고 단백질이 합성된다. 생성된 DNA와 단백질은 조립되어 완전한 형태의 T4 파지를 만들어 낸다. 마지막으로 T4 파지의 유전자로 인해 생성된 물질이 대장균의 외막에 존재하는 다당질을 파괴하고, 이로 인해서 삼투압이 대장균의 세포벽을 약화시킨다. 최종적으로 대장균은 파괴되고 새롭게 생성된 T4 파지가 방출된다. 37°C에서 감염이 이루어진 경우 약 25분만에 박테리아가 파괴되며 이와 동시에 약 300개 가량의 새로운 T4 파지 입자를 방출한다.

## 참고 문헌
- S. Robertson et al., Encyclopedia of life sciences, London: Nature Publishing Group, 2002.

- D. Peter Snustad et al., Principles of Genetics, WILEY, 2006.

## 같이 보기
- 박테리오파지
- 용균성 생활사